# Colotis danae
Crimson Tip hay Scarlet Tip (Colotis danae) là một loài bướm ngày nhỏ thuộc họ Pieridae, có màu vàng và trắng, được tìm thấy ở châu Á và Africa.

## Phân bố
Baluchistan; tây và nam Ấn Độ; Sri Lanka.

## Hình ảnh

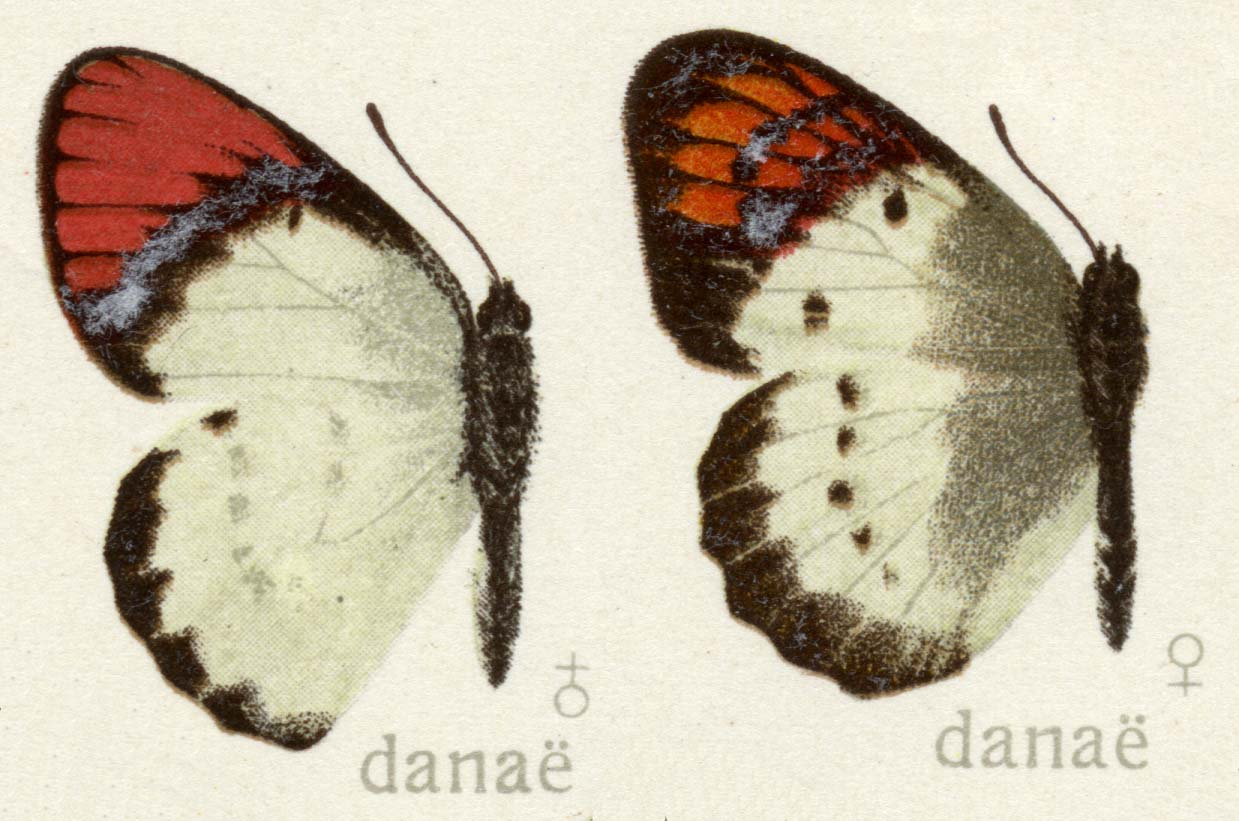
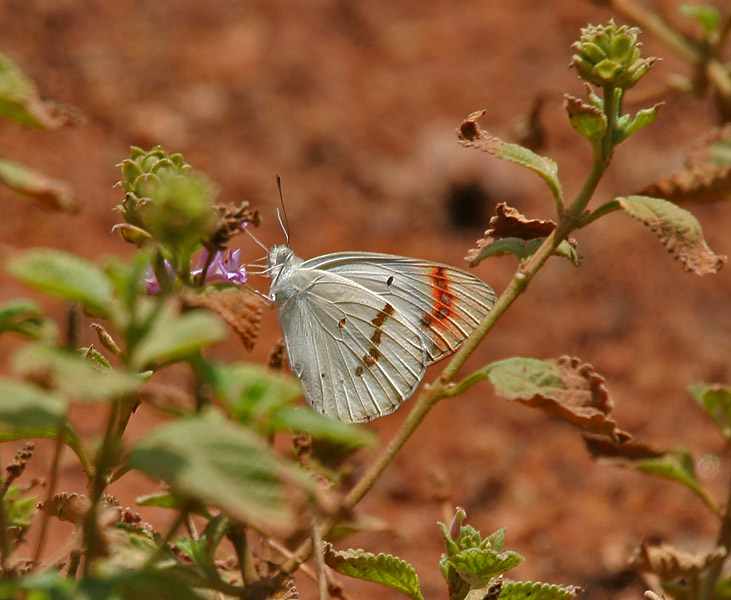
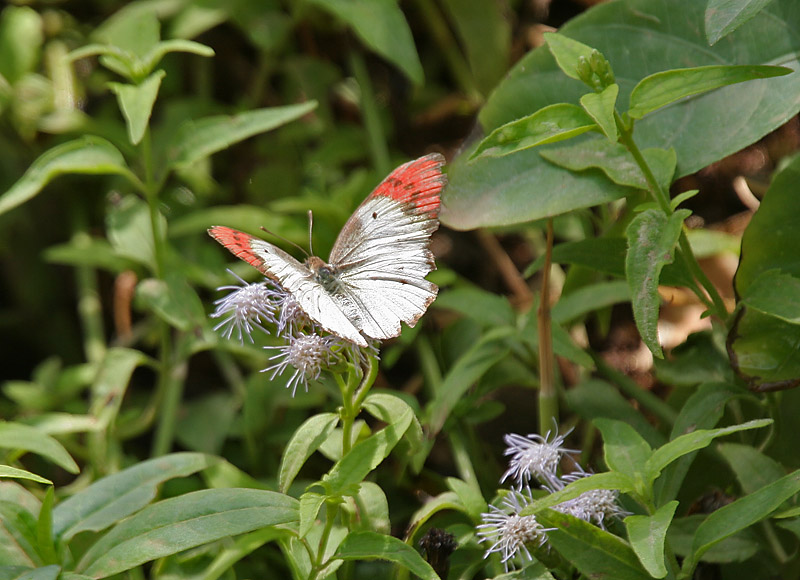
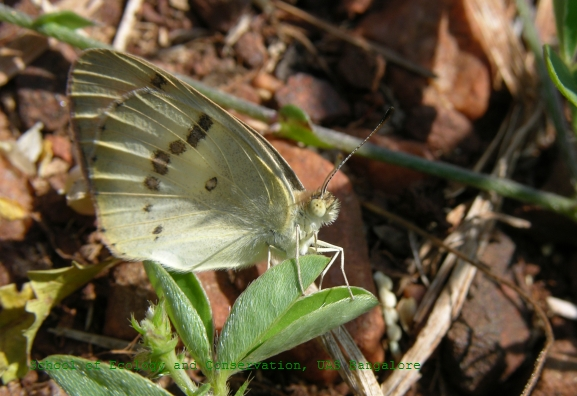